# Shaun Hutson
Shaun Hutson (ur. 1958 w Letchworth Garden City w Hertfordshire w Anglii) – brytyjski pisarz, jego twórczość to głównie horrory i thrillery.
Od 1986 mieszka i pisze w Buckinghamshire. Zanim w 1983 został profesjonalnym pisarzem, był barmanem, pracownikiem kina i sklepu. Swoją pierwszą powieść, Slugs, opublikował w 1980 roku. Klubowi Liverpool zadedykował kolejną książkę, Renegaci. Innymi książkami Hutsona są Dzień Śmierci, Nemesis, Zabójca i Victims.
Dotychczas stworzył 31 bestsellerów, pisząc również dla radia, magazynów i telewizji. Opublikował część książek pod własnym nazwiskiem, a niektóre pod pseudonimami.